# Kiczorka (1012 m)
Kiczorka (1012 m) – szczyt w Paśmie Policy, które w regionalizacji fizycznogeograficznej Polski według Jerzego Kondrackiego Pasmo Policy należy do Beskidu Żywieckiego, w nowszej regionalizacji z 2018 roku do Beskidu Żywiecko-Orawskiego. Znajduje się w obrębie wsi Zawoja w województwie małopolskim, w powiecie suskim, w gminie Zawoja. U jej południowo-zachodnich i południowych podnóży znajdują się należące do tej wsi osiedla Mosorne, Diabli Młyn, Pod Kiczorką.
Kiczorka jest porośnięta lasem. Znajduje się w bocznym grzbiecie Pasma Policy odchodzącym od szczytu Kiczorka (1298 m), dawniej nazywanego Cylem Hali Śmietanowej. Na Kiczorce 1012 m grzbiet rozgałęzia się na trzy ramiona. Ramię północno-zachodnie oddziela dolinę potoku Mosornego Potoku od doliny Trybałowego Potoku. Ramię środkowe oddziela dolinę Trybałowego Potoku i potoku Jastrzębiec. Ramię wschodnie ze szczytami Spalenica i Hujdy oddziela dolinę potoku Jastrzębiec od doliny potoku Skawica Górna.